# Virgilio Piñera
Virgilio Piñera (Cárdenas; 4 de agosto de 1912-La Habana; 18 de octubre de 1979) fue un escritor cubano. Incursionó en la poesía, el cuento, la novela y el teatro; sus obras más conocidas incluyen el poema La isla en peso (1943), el libro de relatos Cuentos Fríos (1956), la novela La carne de René (1952) y la obra Electra Garrigó (1941). 
Es uno de los autores más importantes de la literatura cubana. Su obra se caracteriza por la exploración de temas como la alienación, el absurdo y la locura a través de un mordaz sentido del humor. Según Witold Gombrowicz, Piñera se aplica a "construir mundo en el que priva lo absurdo", la lógica insensata, haciéndoles sentir a sus lectores un escalofrío metafísico.

## Biografía
Virgilio Piñera nació el 4 de agosto de 1912 en Cárdenas, provincia de Matanzas. Cursó sus primeros estudios en esa ciudad, pero en 1925 se trasladó con su familia a Camagüey, donde hizo el bachillerato. En 1938 se instaló en La Habana, en cuya universidad se doctoró en Filosofía y Letras en 1940. Ya el año anterior había empezado a publicar, sobre todo poemas, en la revista Espuela de plata, predecesora de Orígenes, en la que coincidió con José Lezama Lima. En 1941 vio la luz su primer poemario, Las furias, y ese mismo año escribió también la que es, quizá, su obra teatral más importante, Electra Garrigó, que se estrenó en La Habana ocho años después, y constituyó uno de los grandes hitos del teatro cubano, y para muchos críticos, como Rine Leal o Raquel Carrió, el verdadero comienzo del teatro cubano moderno.
En 1942 fundó la efímera revista Poeta, de la que fue director. Al año siguiente publicó el extenso poema La isla en peso, una de las cumbres de la poesía cubana, que en su momento fue, sin embargo, objetado por grandes poetas como Gastón Baquero o Eliseo Diego, y críticos como Cintio Vitier. Cuando en 1944 Lezama y Rodríguez Feo fundaron la revista Orígenes, Piñera formó parte del plantel inicial de colaboradores, a pesar de que mantenía importantes discrepancias estéticas con el grupo de poetas de la revista (su estilo antibarroco contrastaba con el estilo barroco y ornamental de Lezama). Allí publicó poesía y un excelente ensayo: "El secreto de Kafka". Preparó, asimismo, un número sobre literatura argentina.
En febrero de 1946 viajó a Buenos Aires, donde residió, con algunas interrupciones, hasta 1958. Allí trabajó como funcionario del consulado de su país, como corrector de pruebas y como traductor. En la capital argentina hizo amistad con el escritor polaco Witold Gombrowicz, y formó parte del equipo de traductores que llevaron a cabo la versión castellana de Ferdydurke. También conoció a Jorge Luis Borges, Victoria Ocampo, Graziella Peyrou y a José Bianco, quien prologó su volumen de cuentos El que vino a salvarme, publicado por la Editorial Sudamericana. Continuó colaborando con Orígenes con cuentos, ensayos y reseñas críticas. En 1948 se estrenó en La Habana Electra Garrigó, mal acogida por la crítica. Por entonces escribió otras obras teatrales: Jesús y Falsa alarma, obra considerada una de las primeras muestras de teatro del absurdo, anterior incluso a La cantante calva de Eugène Ionesco.
En 1952 publicó su primera novela, La carne de René. En 1955, tras el final de Orígenes, marcado por una agria disputa entre Lezama Lima y Rodríguez Feo, fundó con este último la revista Ciclón, de gran importancia en la historia de la literatura cubana. Por entonces colaboró también con la revista argentina Sur y con las francesas Lettres Nouvelles y Les Temps Modernes. 
En 1956 publica Cuentos Fríos, un libro de relatos impreso en Buenos Aires por la editorial Losada. Piñera había venido publicando cuentos de manera independiente desde 1942, y en este volumen incluye varios de ellos como "La carne", "El álbum", "El gran Baro" y "El muñeco". En 1958 abandonó Argentina y se instaló definitivamente en Cuba, donde viviría hasta su muerte.
Tras el triunfo de la Revolución Cubana, Piñera colaboró en el periódico Revolución y en su suplemento Lunes de Revolución. En 1960 reestrenó Electra Garrigó y publicó su Teatro completo. Fue arrestado por el gobierno cubano durante la Noche de las tres P en Cuba, sin embargo su detención duraría poco tiempo debido a la presión internacional. En 1968 recibió el Premio Casa de las Américas de teatro por Dos viejos pánicos, obra que no fue estrenada en Cuba hasta principios de los años noventa.
Tras el caso Padilla  de 1971, la intransigencia más severa se institucionaliza por lo que intelectuales como Piñera sufrieron un fuerte ostracismo por parte del gobierno y de las instituciones culturales oficiales cubanas, especialmente durante el Quinquenio gris. La persecución de Virgilio Piñera se dio en gran parte debido a una radical diferencia ideológica y a su condición sexual, ya que nunca ocultó su homosexualidad. Falleció el 18 de octubre de 1979, tres años después que Lezama Lima, con quien se reconcilió en sus últimos años. Sus restos fueron sepultados en el cementerio de su natal Cárdenas.

## Obra
Como narrador, destaca por su humor negro, dentro de la línea del absurdo. Fue también un destacado traductor, y vertió al español obras de Jean Giono, Imre Madách, Charles Baudelaire y de Witold Gombrowicz, entre muchos otros. En años recientes, el gobierno cubano ha rectificado su visión crítica respecto a las figuras de escritores disidentes, incluyendo a Piñera. Prueba de ello es que en Cuba han sido publicadas sus obras completas en el año 2012 con motivo de su centenario bajo el sello editorial Unión de la UNEAC.
En España, sus Cuentos completos han sido publicados por la Editorial Alfaguara. Su poesía completa, así como La carne de René, aparecieron bajo el sello de Tusquets Editores. Recientemente en México ha tenido una exitosa temporada una nueva interpretación de "Electra Garrigó" titulada "El Son de Electra", bajo la dirección del destacado creador Ramón Díaz y las actuaciones de Thais Valdés y Sandra Muñoz y en La Habana ha reaparecido esta obra bajo la dirección de Roberto Blanco y últimamente de Raúl Martín con el Grupo Teatral La Luna.

### Poesía
- Las furias, Cuadernos Espuela de Plata, La Habana, 1941.
- La isla en peso, Tipografía Garcia, La Habana, 1943. Versión cortada en Virgilio Piñera La poesía, La Habana 1965. Aparte de unas modificaciones mínimas, sobre todo unas correcciones ortográficas añadiendo otros errores, el cambio principal es el corte de un parágrafo sobre la masturbación; reeditado en esta versión truncada también en Virgilio Piñera La isla en peso. Obra poética, compilación y prólogo de Antón Arrufat, La Habana 1999 y Barcelona: Tusquets editores 2000, colección Nuevos textos sagrados; la versión original con unas pocas diferencias mínimas más se encuentra entre otros en el número 2 de la revista Mariel.
- Poesía y prosa, Serafín Garcia, La Habana, 1944. Contiene ocho poemas y catorce cuentos.
- La vida entera, UNEAC, La Habana, 1969. Antología de toda su obra poética seleccionada por el autor.
- Una broma colosal, UNEAC, La Habana, 1988. Contiene poemas inéditos escritos entre 1967 y 1976.

### Cuentos
- El conflicto, Cuadernos Espuela de Plata, La Habana, 1942.
- Poesía y prosa, Serafín Garcia, La Habana, 1944. Contiene ocho poemas y catorce cuentos.
- Cuentos fríos, Losada, Buenos Aires, 1956.
- Cuentos, Ediciones Unión, La Habana, 1964. Contiene los relatos de Cuentos fríos y otros inéditos.
- El que vino a salvarme, Sudamericana, Buenos Aires, 1970. Prólogo de José Bianco.
- Un fogonazo, Letras Cubanas, La Habana, 1987.
- Muecas para escribientes, Letras Cubanas, La Habana, 1987.
- El viaje, Ediciones Unión, La Habana, 1992.

### Novela
- La carne de René, Siglo Veinte, Buenos Aires, 1952. Reedición póstuma (modificada), Tusquets Editores, Colección Andanzas, Barcelona, 2000
- Pequeñas maniobras, Ediciones R, La Habana, 1963.
- Presiones y diamantes, Ediciones Unión, La Habana, 1967.

### Teatro
- Electra Garrigó (1948)
- Falsa alarma (1949)
- Jesús (1950)
- Los siervos, Revista Ciclón, n.º 6, La Habana, 1955
- El flaco y el gordo (1959)
- Aire frío, Pagrán, La Habana, 1959
- Teatro completo, Ediciones R, La Habana, 1960
- Dos viejos pánicos, Casa de las Américas, La Habana, 1968
- Una caja de zapatos vacía, Universal, Miami, 1986
- Teatro inconcluso, UNEAC, La Habana, 1990
- Teatro inédito, Letras Cubanas, La Habana, 1993
- El no, Vuelta, Coyoacán, 1994

### Otros
- La pintura de Portocarrero, Guerrero, La Habana, 1942.
- Poetas africanos contemporáneos, Júcar, Gijón, 1974.
- Ensayos selectos, Verbum, Madrid, 2015. Selección y edición de Gema Areta Marigó.

### Antologías, selecciones, recopilaciones
Poesía
- Poesía y crítica, Conaculta, México, 1994.
- La isla en peso: obra poética, La Habana, 1999. Compilación y prólogo de Antón Arrufat.
- La vida entera (1937-1977). Antología poética, Signos, Madrid, 2005. Edición ampliada de La vida entera, incluye los poemas de Una broma colosal y otros inéditos.
- Poesía, Verbum, Madrid, 2018. Edición de Gema Areta Marigó.

Cuentos
- Cuentos, Alfaguara, Madrid, 1983.
- Algunas verdades sospechosas, Abril, La Habana, 1992. Selección de José Ángel Pérez.
- Cuentos de la risa del horror, Norma, Bogotá, 1994.
- Cuentos completos, Alfaguara, 1999. Incluye: Cuentos fríos, El que vino a salvarme, Un fogonazo, Muecas para escribientes y cuentos no recogidos en libro. Prólogo de Antón Arrufat.
- Cuentos completos, Ateneo, 2002.
- Cuentos fríos. El que vino a salvarme, Cátedra, Madrid, 2008. Edición de Vicente Cervera y Mercedes Serna
- Narrativa selecta, Verbum, Madrid, 2018. Edición de Vicente Cervera.

Teatro
- Teatro completo, Letras Cubanas, La Habana, 2002. Compilación, ordenación y prólogo de Rine Leal.
- Teatro selecto, Verbum, Madrid, 2015. Edición crítica de Vicente Cervera y María Dolores Adsuar.

### Traducciones
- Witold Gombrowicz, Ferdydurke, Argos, Buenos Aires, 1947. Traducido por Virgilio Piñera junto con Humberto Rodríguez Tomeu y Adolfo de Obieta y 'a veces veinte personas', véase Witold Gombrowicz Diarios, cap. XV, y Virgilio Piñera La vida tal cual, p. 32, donde describe cómo Gombrowicz le declara 'presidente del Comité de Traducción', en Unión 10 / 1990, La Habana, número dedicado a Virgilio Piñera, p. 22 - p. 35.